# 南部鉄道
南部鉄道（なんぶてつどう）とは、かつて青森県八戸市の尻内駅（現・八戸駅）とその西方にある三戸郡五戸町の五戸駅との間を結んでいた鉄道路線およびその運営会社である。
昭和初期に開業。将来的に秋田県内の毛馬内（十和田南駅）への延伸や、さらに種差海岸へ延長計画のほか、三戸町や十和田市、東北町への延伸構想もあったものの果たせず、1968年5月16日に発生した十勝沖地震によって全線に壊滅的な被害を受け、復旧しないまま廃止となった。
会社は鉄道廃線後、社名を南部バスに変更し、バス専業の会社として存続していたが、経営難のため2017年3月1日付で岩手県北自動車へ事業譲渡し破産。2018年4月16日に法人格が消滅した。

## 路線データ
- 路線距離（営業キロ）：12.3km
- 軌間：1067mm
- 駅数：8駅（起終点駅含む）
- 複線区間：なし（全線単線）
- 電化区間：なし（全線非電化）
- 閉塞方式：通票閉塞式

## 歴史
※鉄道事業に関する内容のみ。バス事業に関しては、「南部バス#沿革」を参照のこと。
- 1925年（大正14年）4月27日：鉄道免許状下付（三戸郡上長苗代村-同郡五戸町間 動力電気）[2]。
- 1926年（大正15年）2月21日：五戸電気鉄道株式会社として会社設立[3]。
- 1929年（昭和4年）
  - 7月25日 - 動力変更認可（蒸気）[4]
  - 8月23日：尻内 - 上七崎間が開業[5]。
  - 10月10日：上七崎 - 志戸岸間が開業[6]。上七崎駅廃止。
- 1930年（昭和5年）
  - 4月1日：志戸岸 - 五戸間が開業[7]。
  - 5月1日：地蔵岱駅開業。
- 1936年（昭和11年）5月5日：五戸鉄道株式会社に社名変更。
- 1945年（昭和20年）1月1日：南部鉄道株式会社に社名変更。
- 1960年（昭和35年）月日不詳：豊崎駅開業。
- 時期不詳：地蔵岱駅を県立種鶏場前駅へ改称。
- 1968年（昭和43年）5月17日：十勝沖地震により全線運行休止。
- 1969年（昭和44年）4月1日：全線廃止。
- 1970年（昭和45年）5月30日：南部バスに社名変更。

創業当時の社名は五戸電気鉄道であったが、開業から廃線まで電化されたことはなかった。同様のケースとしては水戸電気鉄道、善光寺白馬電鉄、阿波電気軌道がある。

## 十勝沖地震における被害
1968年5月16日に発生した十勝沖地震によって、路盤の沈下・決壊・亀裂・土砂流出などの路線被害が49箇所に上り、停車場・待合室・倉庫・ホームの損壊などの鉄道設備被害が16箇所、電柱の倒壊30本、傾斜80本と2億円以上に上る被害を受け、数年来の赤字も勘案され、同年5月18日には復旧を断念、翌年4月1日での廃線が決定した。

## 運行形態
1930年8月20日改正当時
- 運行本数：日12往復（4 - 19時台）
- 所要時間：全線32分

1967年9月10日当時
- 運行本数：日12往復（7 - 20時台）
- 所要時間：全線27 - 38分

## 駅一覧
- 全駅青森県内に所在した。所在地の町村名、接続路線の線名・事業者名は休止当時のもの。

| 駅名           | 駅間営業キロ | 累計営業キロ | 接続路線                       | 所在地       |
| -------------- | ------------ | ------------ | ------------------------------ | ------------ |
| 尻内駅         | -            | 0.0          | 日本国有鉄道：東北本線・八戸線 | 八戸市       |
| 張田駅         | 1.2          | 1.2          |                                | 八戸市       |
| 正法寺駅       | 1.8          | 3.0          |                                | 八戸市       |
| 七崎駅         | 1.9          | 4.9          |                                | 八戸市       |
| 豊崎駅         | 1.3          | 6.2          |                                | 八戸市       |
| 志戸岸駅       | 1.6          | 7.8          |                                | 三戸郡五戸町 |
| 県立種鶏場前駅 | 1.8          | 9.6          |                                | 三戸郡五戸町 |
| 五戸駅         | 2.7          | 12.3         |                                | 三戸郡五戸町 |

尻内駅は八戸駅新幹線ホーム付近（旧・八戸運輸区近く）にあった。また五戸駅跡地は岩手県北バス南部支社五戸営業所となっている。
廃止駅
- 上七崎駅 - 1929年（昭和4年）10月10日廃止。

## 輸送・収支実績
| 年度 | 輸送人員（人） | 貨物量（トン） | 営業収入（円） | 営業費（円） | 営業益金（円） | その他益金（円）  | その他損金（円）               | 支払利子（円） | 政府補助金（円） |
| ---- | -------------- | -------------- | -------------- | ------------ | -------------- | ----------------- | ------------------------------ | -------------- | ---------------- |
| 1929 | 61,223         | 457            | 5,713          | 11,181       | ▲ 5,468        |                   | 1,834                          | 14,971         |                  |
| 1930 | 143,335        | 7,363          | 36,679         | 48,132       | ▲ 11,453       | 運送自動車業1,039 | 雑損1,003                      | 45,330         |                  |
| 1931 | 85,518         | 8,987          | 34,148         | 28,130       | 6,018          |                   | 自動車業1,555雑損3,800         | 79,882         | 18,278           |
| 1932 | 91,915         | 11,987         | 41,880         | 28,218       | 13,662         |                   | 雑損1,623 運送自動車業611      | 50,602         | 30,857           |
| 1933 | 106,972        | 13,143         | 45,776         | 33,553       | 12,223         |                   | 雑損666自動車運送3,455         | 52,863         | 36,817           |
| 1934 | 113,223        | 15,345         | 44,313         | 27,854       | 16,459         | 債務免除金4,008   | 雑損2,671自動車業3,826         | 49,942         | 36,994           |
| 1935 | 121,560        | 13,685         | 43,829         | 36,990       | 6,839          |                   | 自動車業その他9,706 雑損93,366 | 28,688         | 37,853           |
| 1936 | 135,312        | 16,010         | 49,230         | 39,098       | 10,132         |                   | 自動車業その他8,533 雑損12,573 | 28,373         | 39,673           |
| 1937 | 147,129        | 21,882         | 57,672         | 43,635       | 14,037         | 自動車業15,321    | 雑損償却金34,988               | 28,024         | 35,029           |
| 1939 | 222,284        | 38,265         |                |              |                |                   |                                |                |                  |
| 1941 | 301,651        | 53,897         |                |              |                |                   |                                |                |                  |
| 1943 | 373,819        | 38,126         |                |              |                |                   |                                |                |                  |
| 1945 | 577,963        | 29,748         |                |              |                |                   |                                |                |                  |
| 1952 | 572,347        | 36,522         |                |              |                |                   |                                |                |                  |
| 1958 | 661千          | 38,677         |                |              |                |                   |                                |                |                  |
| 1963 | 793千          | 37,601         |                |              |                |                   |                                |                |                  |
| 1966 | 828千          | 36,544         |                |              |                |                   |                                |                |                  |

- 鉄道院鉄道統計資料、鉄道省鉄道統計資料、鉄道統計資料、鉄道統計、国有鉄道陸運統計、地方鉄道軌道統計年報、私鉄統計年報各年度版

## 車両

### 蒸気機関車
- 1 → C251, 2
1896年、米ピッツバーグ製の車軸配置0-6-0(C)形25t級タンク機関車。1929年の開業時に鉄道省1690形(1690, 1691)を譲り受けたもの。2は、1940年1月に廃車となったが、1はその後も残り、1941年12月に仙台陸運局の仙監理第532号通牒により、動軸数をアルファベットで、その後に運転整備重量と番号を加えたC251に改番された。1947年10月に東野鉄道に譲渡され、そこで廃車となった。
- 3 → 961
1940年1月に2の代機として、鉄道省から譲り受けたもの。鉄道院5300形テンダー機関車を車軸配置4-4-2(2B1)形タンク機関車に改造した機関車（960形）で、旧番号は960である。1941年12月には、961に改番されたが、通牒に従えばB421とでもなるべきであった。また、旧番号とも関係ない番号にされたのも不可思議である。太平洋戦争中に軍の命令により日本製鐵輪西製鉄所に貸し渡され、S407と改番された。その後、爆撃により失われたとして、1946年9月に廃車手続きがされたが、1949年に実在していたことが確認されている。
- 281
1923年、日本車輌製造製の車軸配置2-4-2(1B1)形タンク機関車で、1943年10月に、燃料統制により動かせなくなった気動車の代わりに鉄道省から譲り受けた280形(281)である。諸申請の状況から、譲受のかなり前から入線していたようである。1947年2月に土佐交通に譲渡された。
- C319
1944年12月、立山重工業製の車軸配置0-6-0(C)形タンク機関車で、1946年7月に日本製鐵釜石製鉄所S319を譲り受けたものであるが、それ以前から当線で使用されていた。当線に在籍した期間は非常に短く、同年11月に早くも茨城交通に譲渡された。
- C400, C401
1946年、立山重工業製の車軸配置0-6-0(C)形40t級タンク機関車で、自社発注機である。戦時設計の色濃い機関車で、角形のドームが特徴的であった。C400は、1951年4月に国鉄郡山工機部で空気ブレーキに改造されたが、未改造のC401は1953年に電気化学4として譲渡された。C400は、ディーゼル機関車の予備として1956年8月まで在籍し、川崎製鉄千葉製鉄所に譲渡されてNUS12となった。

### ディーゼル機関車

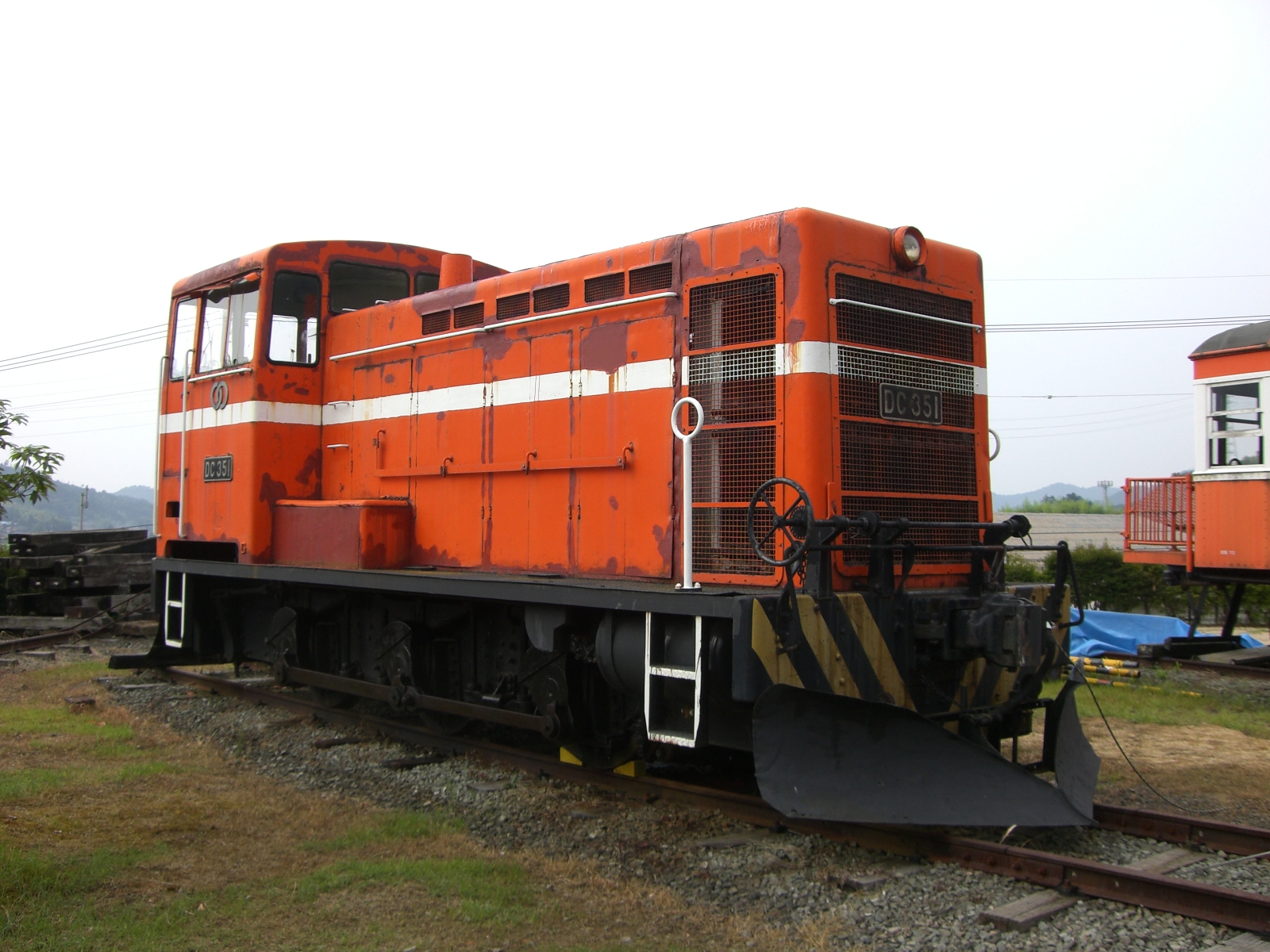
DC351

- DB251
1952年日本車輌製造製。自重25t。廃止後は甲州砕石に譲渡され初狩駅側線で使用された[13][14]。
- DC351
1956年汽車会社製の35t3軸ロッド駆動式ディーゼル機関車（製造番号2751）。五戸駅 - 尻内駅間で約10年間運行された[15]。1967年に日本冶金工業に譲渡[15]。加悦鉄道で運行され、同鉄道の廃止後は加悦SL広場で保存。宮津海陸運輸（加悦鉄道の後身）が所有権者となっていたが[15]、2020年の加悦SL広場の廃止後に五戸町に無償譲渡されることとなった[16]。2022年4月、フェリーとトラックで輸送され、ごのへ郷土館敷地内に搬入された[15]。

### 客車
- ハ11、12
書類上は昭和4年8月小島栄次郎製となっているが外観は明治時代の木製2軸客車そのものであり[17]車両ブローカーである小島栄次郎が中古品を売り込んだと考えられる。1943年に鹿島参宮鉄道に譲渡され、ハ22.23となり1955年12月廃車となるまで鉾田線で使用された[18]。
- ナハ53 → ハフ1401

### 気動車
- キハ1 → ハ1, キハ2 → ハ2
- キハ103 → ハフ103, キハ104 → キハ105 → ハフ105
1930年日本車輌製造製の鋼製車体を持つ2軸ガソリンカーだったが、戦時中の燃料統制に伴う気動車使用中止により機関を降ろして客車化された。
- ハ40001 → キハ40001, ハ40002 → キハ40002 → ハフ40002
1949年に国鉄キハ40000形（キハ40006, キハ40011）の払い下げを受けたもの。当初は機関を搭載せず客車として使用された後、ディーゼル機関を搭載した。その後、キハ40002は機関を降ろして再び客車となっている。
- キハ41001
1949年9月30日付けで国鉄キハ41000形（キハ41094）の払い下げを受けたもの。1963年に機関をDMF13に換装し、液体式に改造された。
- キハ41003

### 貨車
- ワフ1, ワフ2
- ワフ5
- ワム200 - ワム202
- ト1 - ト13
- トム51 - トム55
- トム100, トム101

## 逸話
- 廃線から48年が経った2016年5月31日にNHKで放送されたドラマ「トットてれび」第4話では1971年の連続テレビ小説「繭子ひとり」の場面が再現されたが、同シーン内の尻内駅のホームにある駅名標は両隣の駅が南部鉄道の張田駅と八戸線の八戸駅（現本八戸駅）となっており、当路線の駅名が登場している。